# Liasy (przystanek kolejowy)
Liasy (biał. Лясы, ros. Лясы) – przystanek kolejowy pomiędzy miejscowościami Charki a Sosnówka, w rejonie prużańskim, w obwodzie brzeskim, na Białorusi. Leży na linii Moskwa - Mińsk - Brześć.